# Sloanea merevariensis
Sloanea merevariensis là một loài thực vật có hoa trong họ Côm. Loài này được Pittier ex Steyerm. miêu tả khoa học đầu tiên năm 1988 publ. 1989.